# أندري بوكو
أندري بوكو (10 أكتوبر 1984 في المملكة المتحدة - ) (بالإنجليزية: Andre Boucaud)‏ هو لاعب كرة قدم بريطاني في مركز الوسط. لعب مع نادي بارنت ونادي ريدنغ ونادي لوتون تاون ونادي يورك سيتي ونوتس كاونتي ونادي كيترينغ تاون ونادي بيتربورو يونايتد ونادي ألدرشوت تاون وداغنهام وريدبريدج وويكمب وندررز.

## مسيرته الكروية
لعب أندري بوكو خلال مسيرته الاحترافية مع 11 ناديًا في ثلاثة وعشرون موسمًا وسجل خلالها 8 أهداف ضمن 484 مباراة. ولم يفز بأي موسم بالكأس أو بالدوري.
خاض أندري بوكو مسيرته مع نادي ريدنغ في موسم 2001–02 لمدة موسم واحد، لم يشارك في أي مباراة ولم يسجل أي هدف. ثم انتقل إلى نادي بيتربورو يونايتد في موسم 2002–03 ليلعب معه أربعة مواسم، حيث شارك في 38 مباراة سجل خلالها هدفين. لينتقل بعدها إلى نادي ألدرشوت تاون في موسم 2005–06 لمدة موسم واحد، مشاركًا في 9 مباريات ولم يسجل أي هدف. ثم انتقل إلى نادي كيترينغ تاون في موسم 2006–07 في المرة الأولى لمدة موسم واحد ثم في موسم 2008–09 واستمر معه طيلة ثلاثة مواسم، مشاركًا طوالها في 137 مباراة سجل خلالها 4 أهداف. هذا وانتقل لاحقًا إلى ويكمب وندررز في موسم 2007–08 لمدة موسم واحد، مشاركًا في 10 مباريات ولم يسجل أي هدف. ثم انتقل بعدها إلى نادي يورك سيتي في موسم 2010–11 ولمدة موسمين، مشاركًا في 42 مباراة سجل خلالها هدفًا واحدًا. ليعود وينتقل من جديد، لكن هذه المرة إلى نادي لوتون تاون في موسم 2011–12 لمدة موسم واحد، مشاركًا في 7 مباريات ولم يسجل أي هدف. لينتقل بعدها إلى نادي نوتس كاونتي في موسم 2012–13 ولمدة موسمين، مشاركًا في 68 مباراة سجل خلالها هدفًا واحدًا. ثم لعب في داغنهام وريدبريدج في موسم 2014–15 ليلعب معه أربعة مواسم، مشاركًا في 143 مباراة ولم يسجل أي هدف. ليعود ويرتحل عنه إلى نادي بارنت في موسم 2018–19 ولمدة موسمين، مشاركًا في 23 مباراة ولم يسجل أي هدف أيضًا. ثم انتقل إلى ميدستون يونايتد في موسم 2019–20 لمدة موسم واحد، مشاركًا في 7 مباريات ولم يسجل أي هدف أيضًا.

## وصلات خارجية
- أندري بوكو على موقع الاتحاد الدولي (مؤرشف)  (الإنجليزية)
- أندري بوكو على موقع قاعدة بيانات كرة القدم.إي يو (الإنجليزية)
- أندري بوكو على موقع ناشيونال فوتبول تيمز (الإنجليزية)
- أندري بوكو على موقع Soccerbase.com (لاعب) (الإنجليزية)
- أندري بوكو على موقع Soccerway.com (الإنجليزية)